# Raïon d'Orchanka
Le raïon d'Orchanka (Mari des prairies:Оршанке кундем, Oršanke kundem, russe : Оршанский район) est un raïon de la république des Maris en Russie.

## Présentation
Le raïon Orchanski est situé au nord de la république des Maris.
La superficie du raïon est de 896,49 km2.
Environ 60,4% des habitants du raïon sont Maris et 34,6% sont Russes.
Son centre administratif est la commune urbaine d'Orchanka.
Le raïon Orchanski est bordé au sud par le raïon Medvédevski, au sud-est par le raïon Sovetski, à l'est par le raïon  Novotoryalski et au nord par l'oblast de Kirov.
Le raïon Orchanski est traversé par la Р24,,.

## Démographie
La population du raïon Gornomariiski a évolué comme suit:
| 2002   | 2005   | 2009   | 2011   | 2013   |
| ------ | ------ | ------ | ------ | ------ |
| 15 832 | 15 700 | 15 341 | 15 125 | 14 655 |

| 2015   | 2019   | 2021   | - | - |
| ------ | ------ | ------ | - | - |
| 14 207 | 13 313 | 12 909 | - | - |

## Galerie

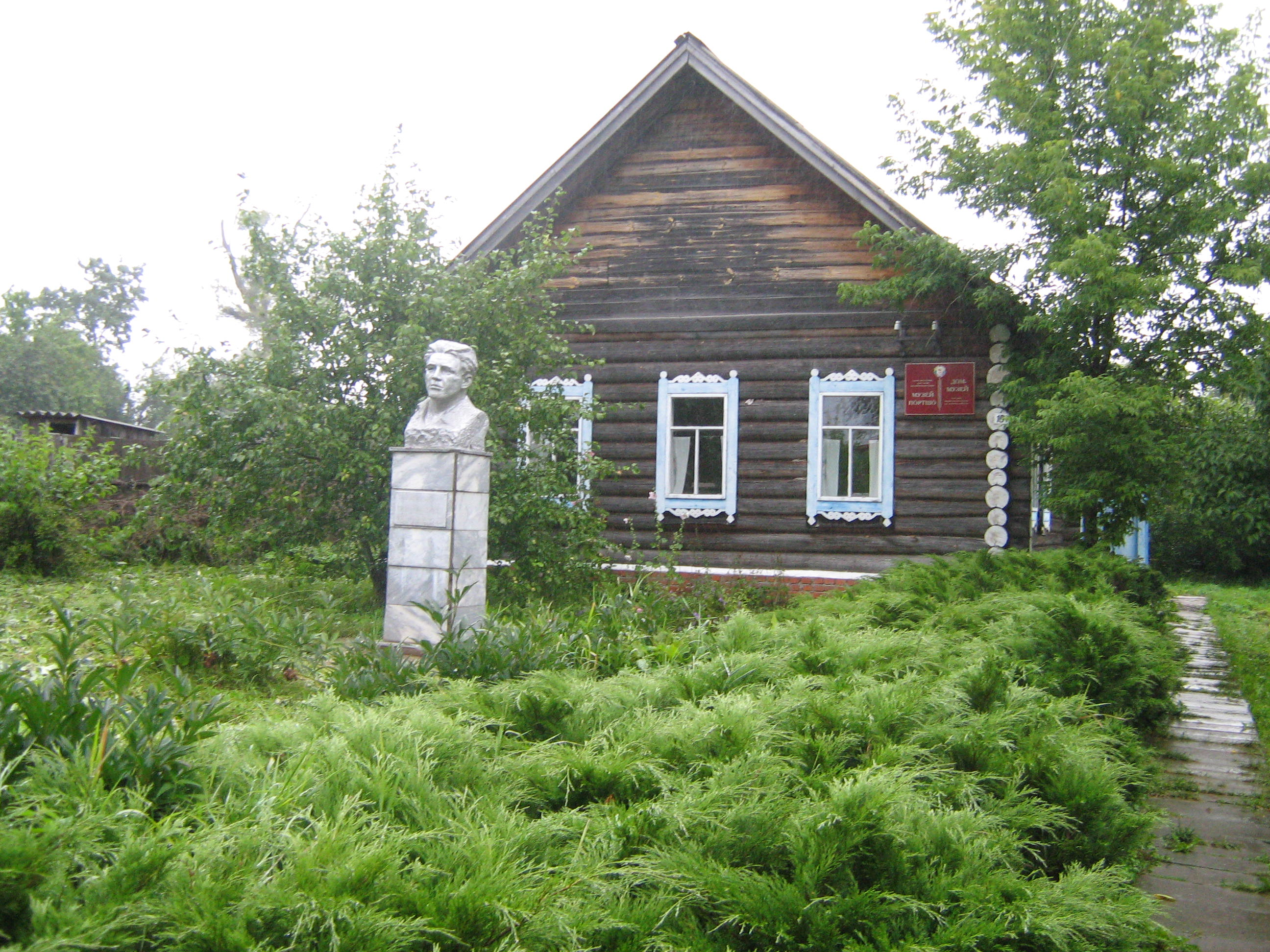
Maison-musée de M. Chketan,  dans le village de Staroe Kreshcheno.
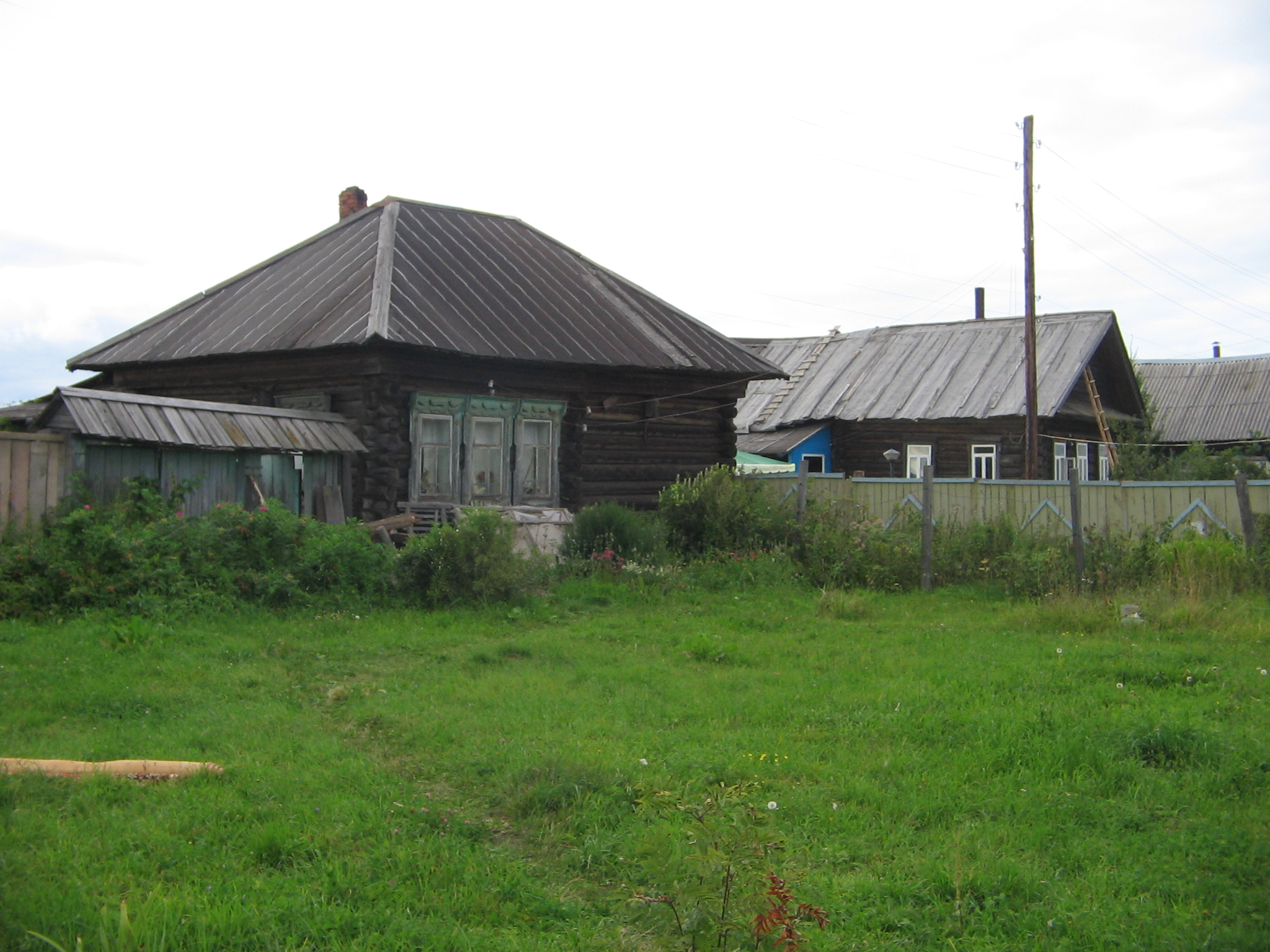
Village de Chornyy Klyouch.
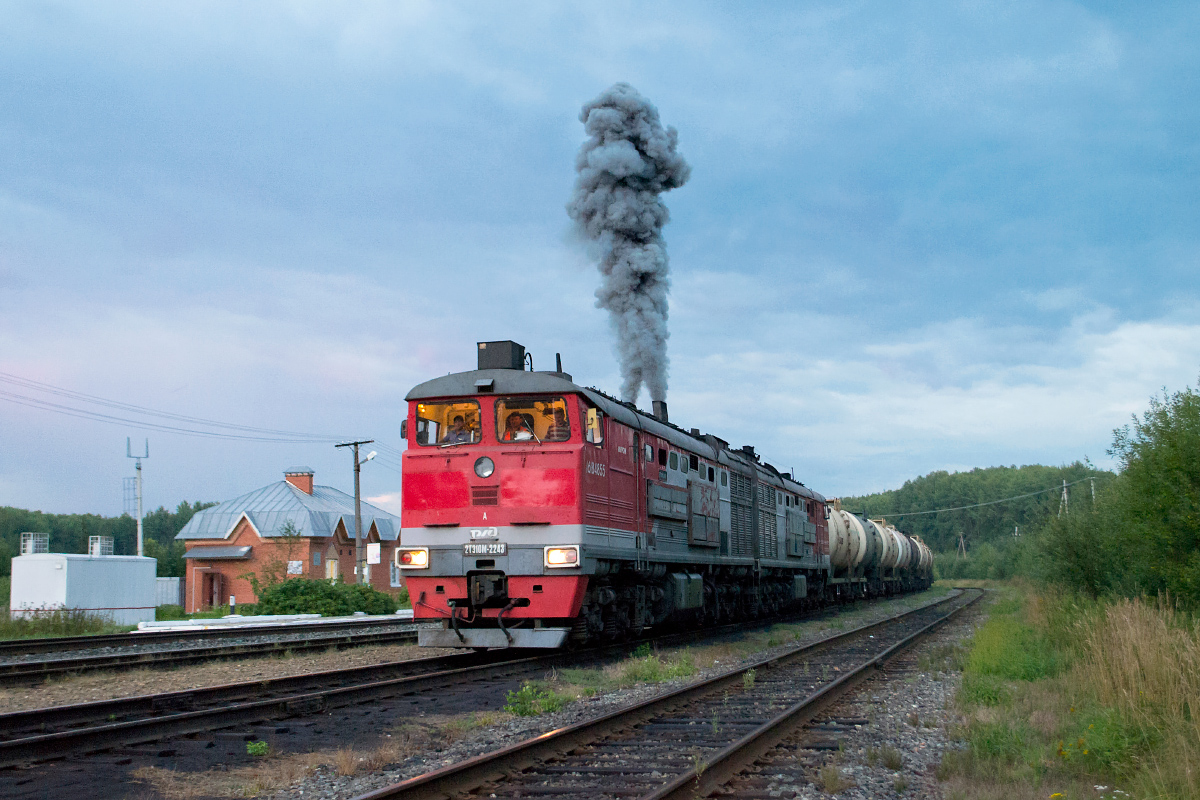
Un train de marchandises en gare de Tabachino.